# Fritz Meyer (blikkenslager)
 Der er flere personer med dette navn, se Fritz Meyer.
Fritz Meyer (30. oktober 1806 i Aalborg – 24. april 1877 i København) var en dansk kgl. hofblikkenslager og industridrivende.
Han var født i Aalborg, hvor hans fader, Friderich Wilhelm Meyer (24. december 1774 – 30. august 1844), drev en stor blikkenslagerforretning. Han var 1802 indvandret fra Hamborg og tilhørte en udmærket dygtig slægt, der i over 100 Aar stadig havde drevet blikkenslageri i Tyskland; 1820 hedder det, at hans arbejder ikke alene er fortræffelige ved deres udførelse, men at de ved «deres Form og Tegning satte denne mand iblandt Rækken af Danmarks første Professionister». Også hans hustru, Johanne Marie f. Wulff (1773-1843), datter af skibskaptajn Wulff i Hals, var på sin vis fremragende, hun nævnes som «sin Tids dygtigste kvinde i Haandarbejde i Aalborg». Efter familiens tradition skulle sønnen selvfølgelig være blikkenslager. Han blev oplært hos en fætter, Diderich Meyer i Hamborg, og efter i 1829 at være blevet svend rejste han på sin profession i Tyskland, hvor han navnlig opholdt sig i Dresden. Her blev han forlovet med sin senere hustru, Therese Charlotte Wilhelmine Zincke (19. marts 1811 – 11. marts 1869).
Hjemkommet til Danmark etablerede han sig 1835 i København, hvor han anlagde et blikkenslageri og lakereri, hvis arbejder fik et godt omdømme allerede på udstillingen i København 1836, og dette gode omdømme vedblev senere. 1843 udnævntes han til hofblikkenslager. Det er herefter naturligt at se ham i spidsen for Blikkenslagerlavet, han var dets oldermand endog 2 gange (1842-46 og 1865-72), og desuden var han livligt med i tidens industrielle bevægelser. Han var medstifter af Industriforeningen (1838), af Teknisk Institut (1843) og af den nye Håndværkerskole (1868), sad i Industriforeningens repræsentantskab (1838-66), i bestyrelsen for Hjorths Håndværkerstiftelse, i Det tekniske Selskabs bestyrelse (1843-56), var formand for Haandværkerforeningen (1845-47) osv. Han døde 24. april 1877, og hans virksomhed gik da over til sønnen Torben Meyer (1. oktober 1848 – 1911), der fortsatte den, og senere sønnesønnen Torben Meyer (1879-1968).
Han er begravet på Assistens Kirkegård.